# Форд (окръг, Тексас)
Вижте пояснителната страница за други значения на Форд.
Окръг Форд (на английски: Foard County) е окръг в щата Тексас, Съединени американски щати. Площта му е 1834 km², а населението - 1622 души (2000). Административен център е град Кроуел.